# Кондріца (природний заповідник)
Кондрі́ца (рум. Condriţa) — природний лісовий заповідник у Страшенському районі Республіки Молдова. Розташований на території Кондріцького лісництва, ділянка 17, підрозділ 1. 
Площа 61 га. Об'єктом керує Страшенське державне лісогосподарське підприємство.

## Галерея зображень

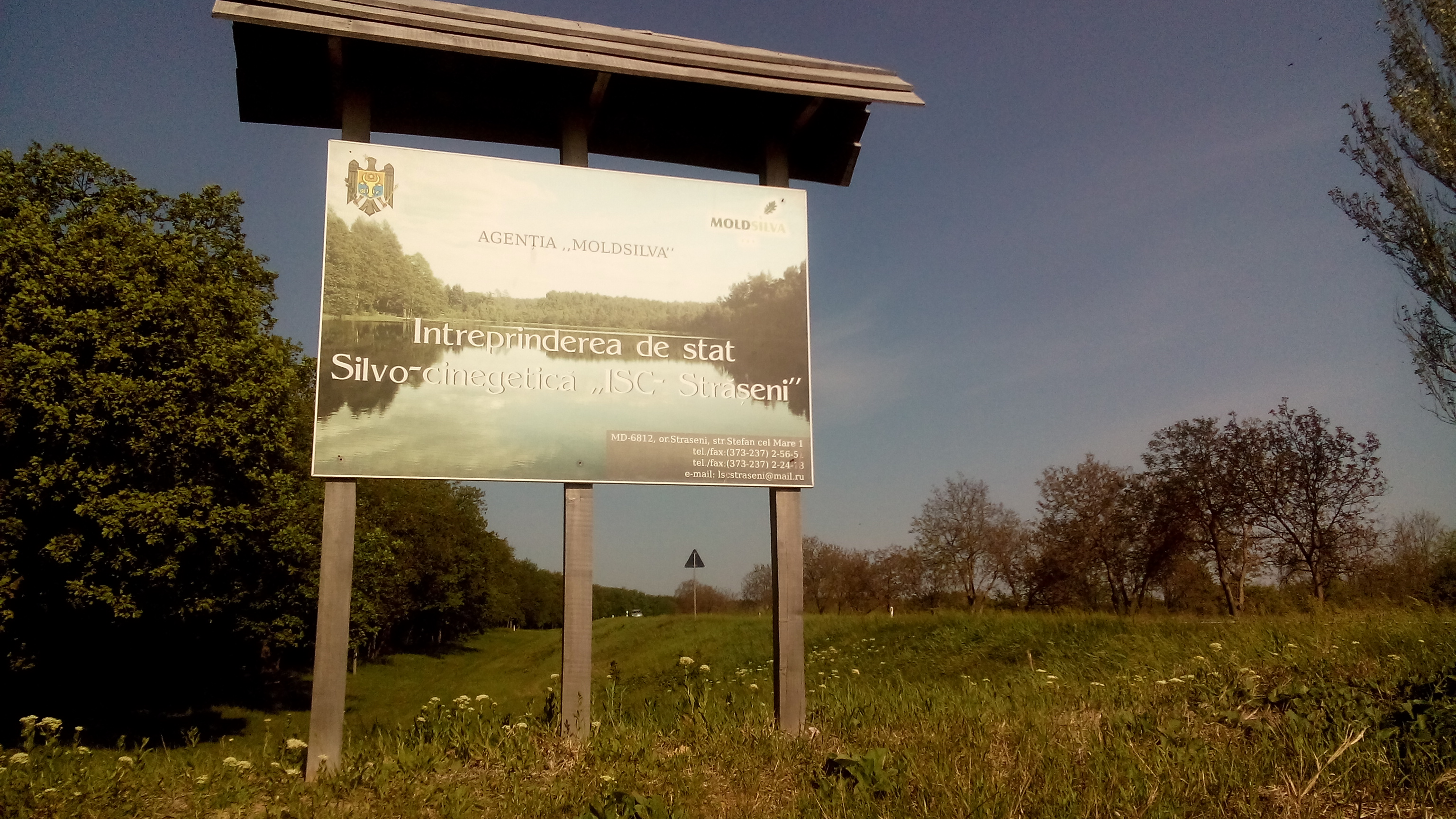
Інформативний стенд
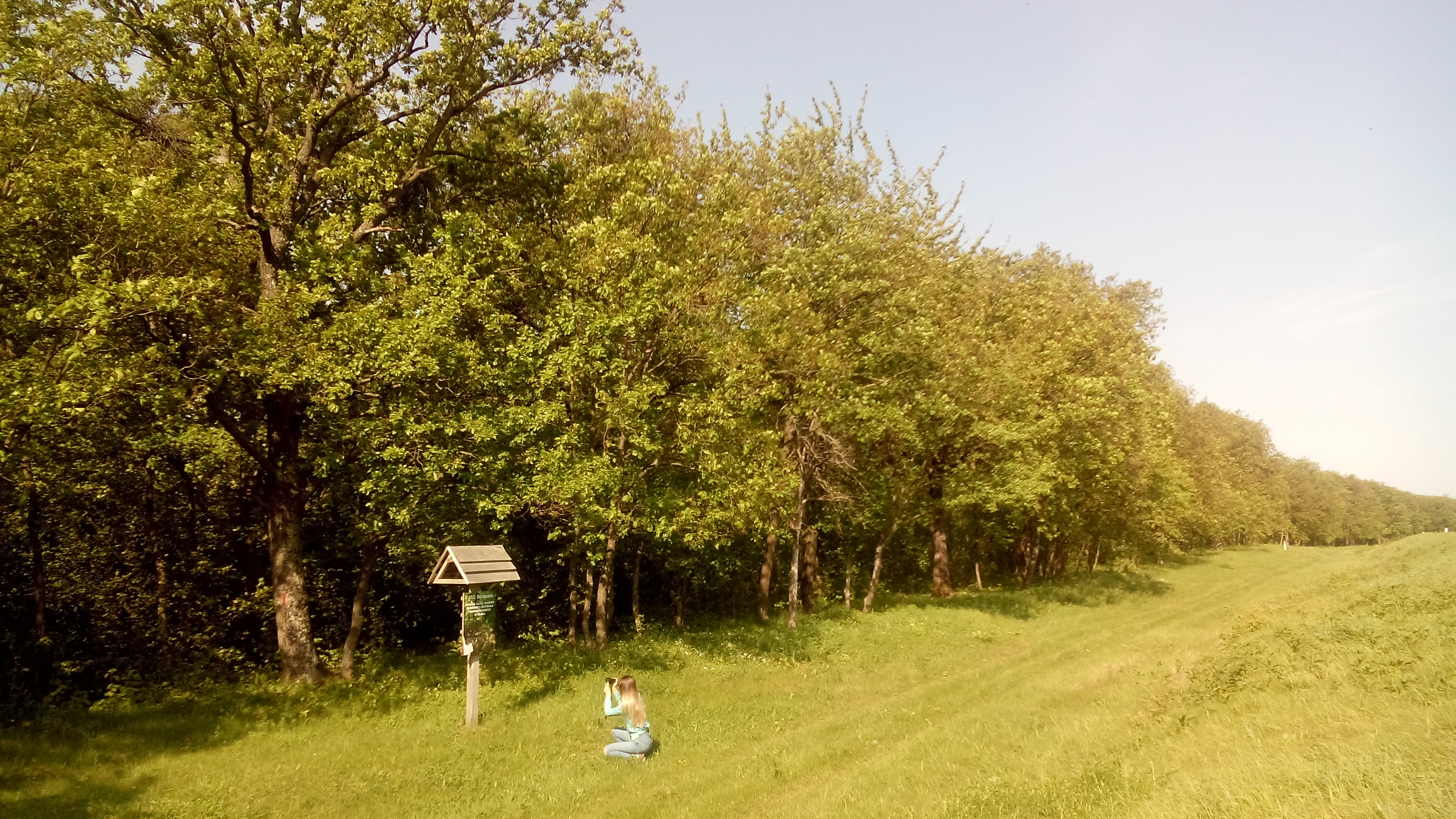
Загальний вигляд уздовж магістралі М1
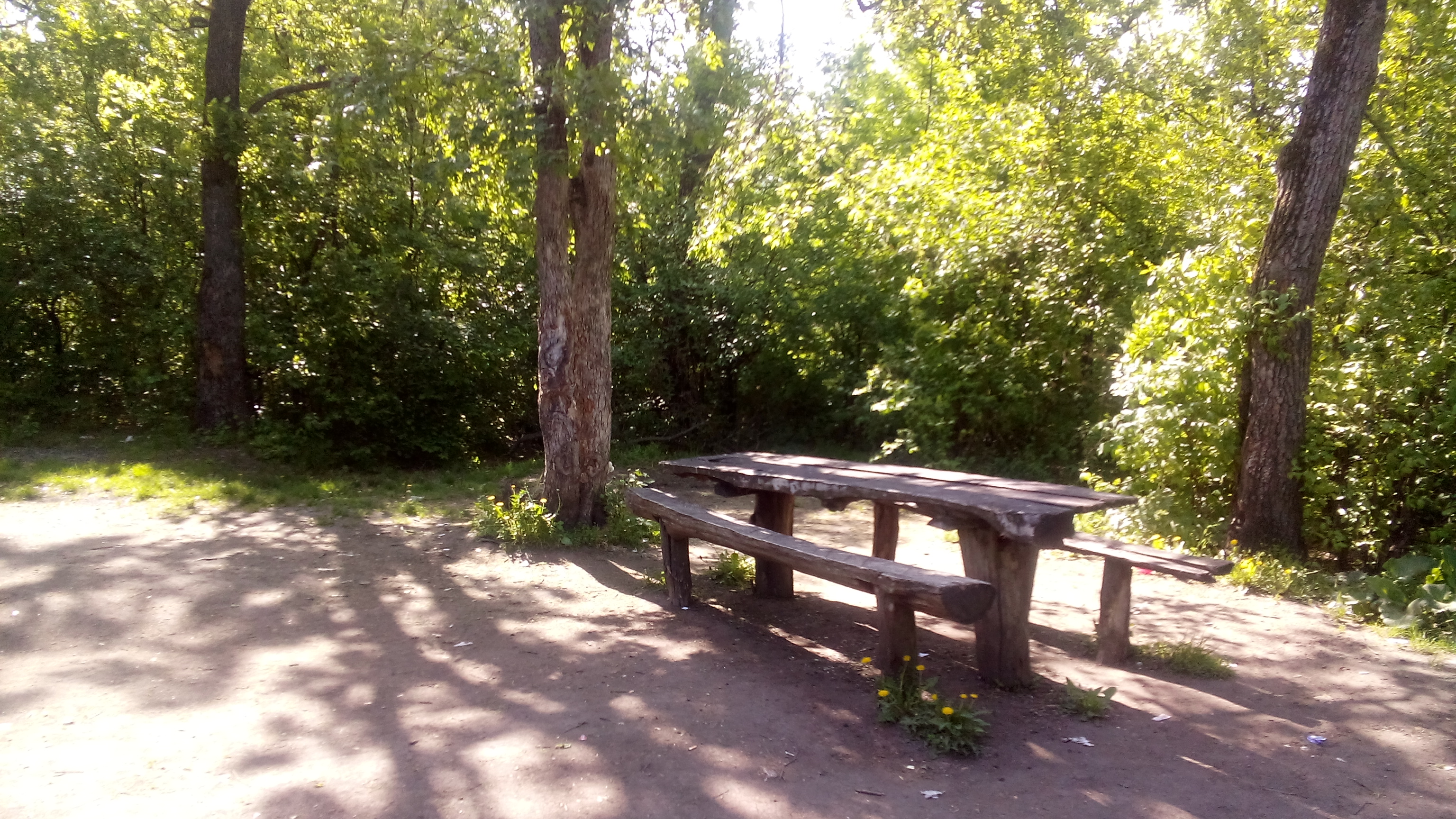
Місце відпочинку
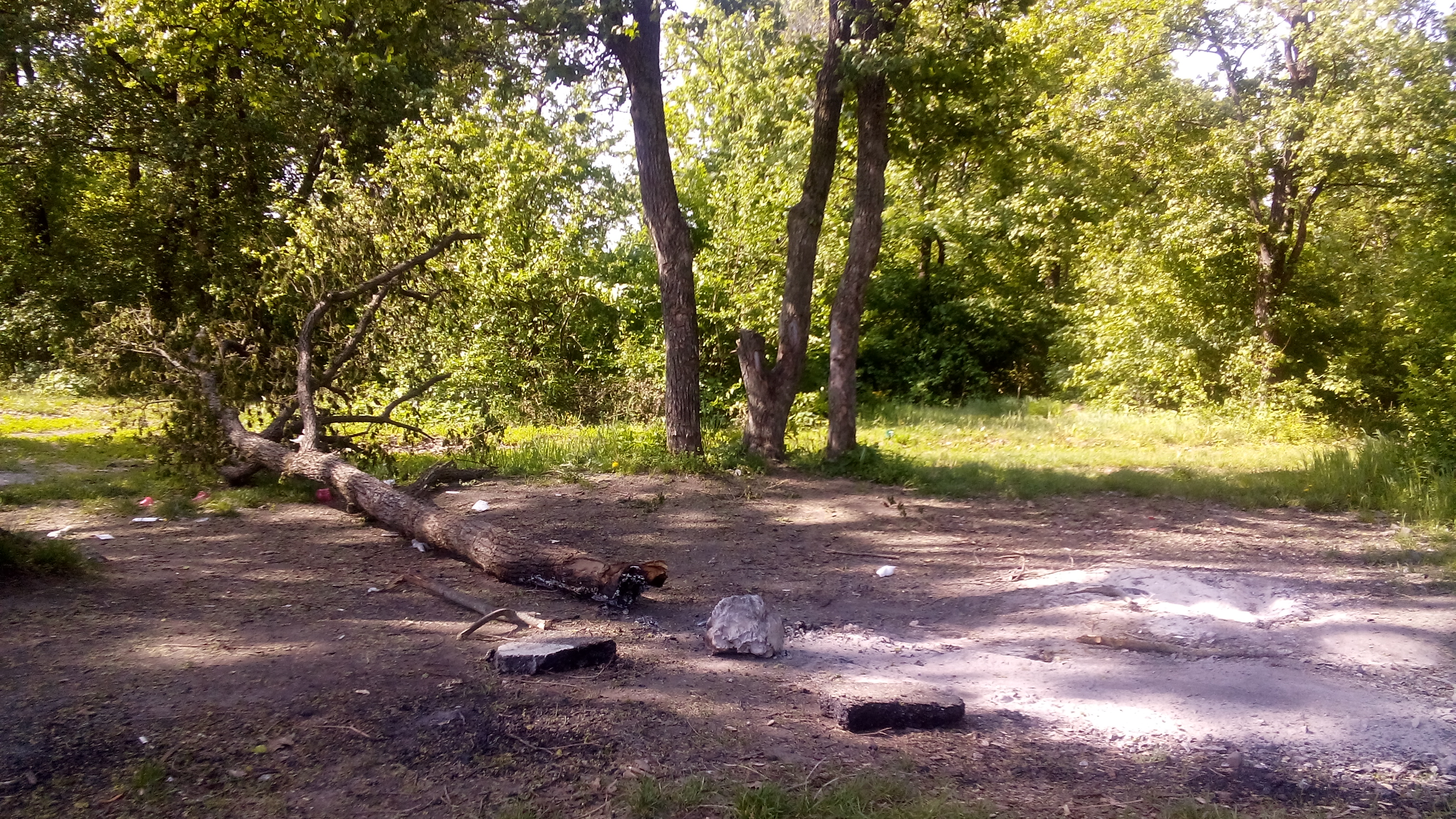
Сліди багаття
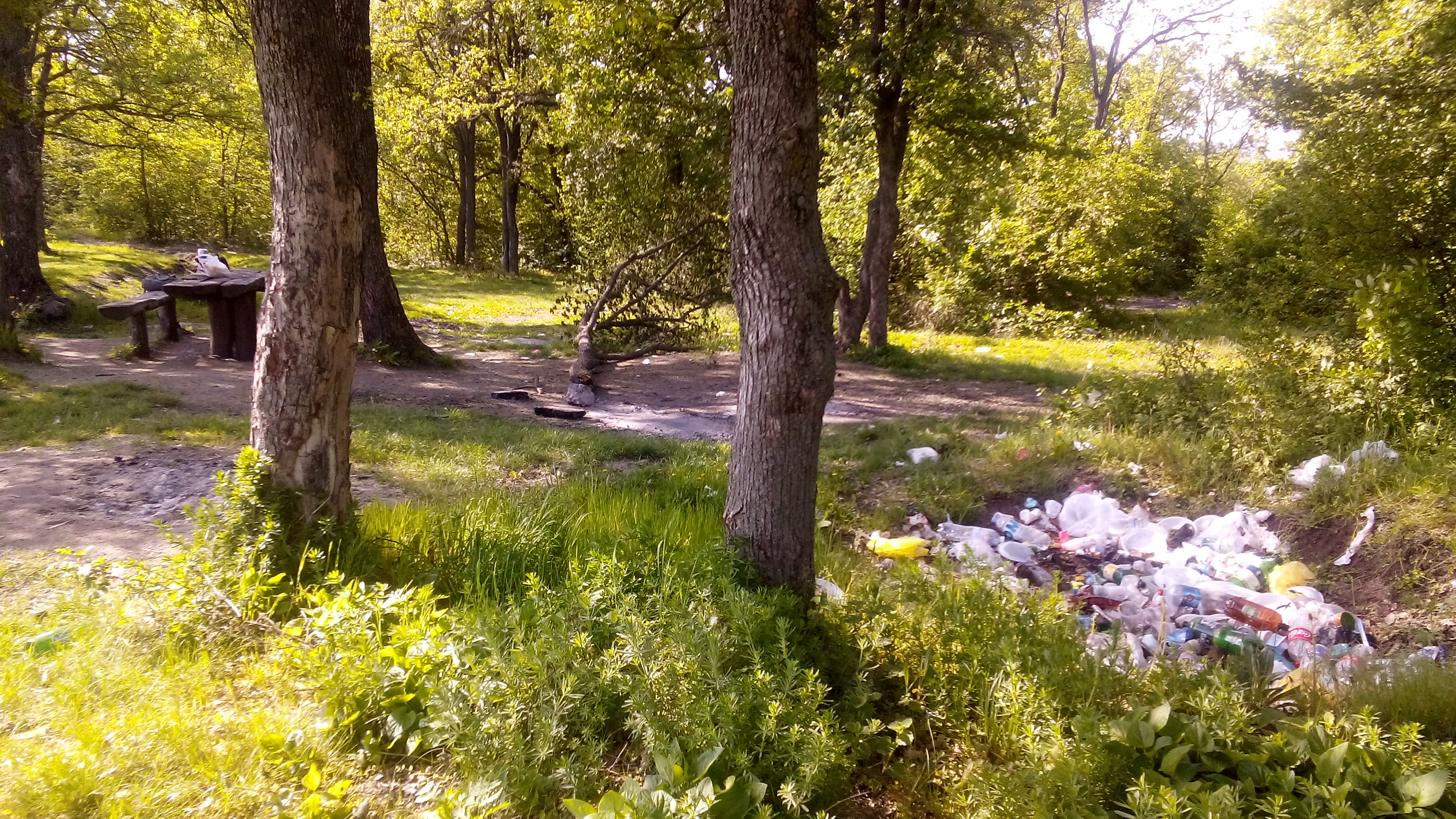
Відходи пікніка